# Roman Polák (lední hokejista)
Roman Polák (* 28. dubna 1986 Ostrava) je bývalý český hokejový obránce. V roce 2004 byl vybrán v draftu NHL na celkově 180. místě týmem St. Louis Blues. V současné době je evropským skautem amerického klubu Columbus Blue Jackets.
Zúčastnil se Mistrovství světa 2009, Zimních olympijských her 2010, Mistrovství světa 2014 a Světového poháru 2016.

## Hráčská kariéra
V květnu 2022 oznámil ukončení své hráčské kariéry.

## Prvenstí

### ČHL
- Debut – 9. září 2005 (HC Lasselsberger Plzeň proti HC Vítkovice Steel)
- První asistence – 4. listopadu 2005 (HC Litvínov proti HC Vítkovice Steel)
- První gól – 14. listopadu 2012 (HC Slavia Praha proti HC Vítkovice Steel, českému brankáři Dominiku Furchovi)

### NHL
- Debut – 9. října 2006 (Anaheim Ducks proti St. Louis Blues)
- První asistence – 15. března 2008 (Anaheim Ducks proti St. Louis Blues)
- První gól – 20. prosince 2008 (St. Louis Blues proti Minnesota Wild, finskému brankáři Niklasu Bäckströmovi)

## Klubové statistiky
| Sezóna       | Klub                | Soutěž       |     | Základní část | Základní část | Základní část | Základní část | Základní část |   | Play off | Play off | Play off | Play off | Play off |
| Sezóna       | Klub                | Soutěž       | Z   | G             | A             | B             | TM            | Z             | G | A        | B        | TM       |          |          |
| 2004/05      | Kootenay Ice        | WHL          | 65  | 5             | 18            | 23            | 85            | 9             | 0 | 0        | 0        | 6        |          |          |
| 2005/06      | HC Vítkovice Steel  | ČHL          | 37  | 0             | 1             | 1             | 16            | 6             | 0 | 0        | 0        | 6        |          |          |
| 2006/07      | St. Louis Blues     | NHL          | 19  | 0             | 0             | 0             | 6             | —             | — | —        | —        | —        |          |          |
| 2006/07      | Peoria Rivermen     | AHL          | 53  | 4             | 8             | 12            | 66            | —             | — | —        | —        | —        |          |          |
| 2007/08      | Peoria Rivermen     | AHL          | 34  | 0             | 7             | 7             | 33            | —             | — | —        | —        | —        |          |          |
| 2007/08      | St. Louis Blues     | NHL          | 6   | 0             | 1             | 1             | 0             | —             | — | —        | —        | —        |          |          |
| 2008/09      | St. Louis Blues     | NHL          | 69  | 1             | 14            | 15            | 45            | 4             | 0 | 0        | 0        | 0        |          |          |
| 2009/10      | St. Louis Blues     | NHL          | 78  | 4             | 17            | 21            | 59            | —             | — | —        | —        | —        |          |          |
| 2010/11      | St. Louis Blues     | NHL          | 55  | 3             | 9             | 12            | 33            | —             | — | —        | —        | —        |          |          |
| 2011/12      | St. Louis Blues     | NHL          | 77  | 0             | 11            | 11            | 57            | 9             | 0 | 0        | 0        | 19       |          |          |
| 2012/13      | HC Vítkovice Steel  | ČHL          | 22  | 2             | 6             | 8             | 10            | —             | — | —        | —        | —        |          |          |
| 2012/13      | St. Louis Blues     | NHL          | 48  | 1             | 5             | 6             | 48            | 6             | 0 | 1        | 1        | 2        |          |          |
| 2013/14      | St. Louis Blues     | NHL          | 72  | 4             | 9             | 13            | 71            | 6             | 0 | 1        | 1        | 4        |          |          |
| 2014/15      | Toronto Maple Leafs | NHL          | 56  | 5             | 4             | 9             | 48            | —             | — | —        | —        | —        |          |          |
| 2015/16      | Toronto Maple Leafs | NHL          | 55  | 1             | 12            | 13            | 56            | —             | — | —        | —        | —        |          |          |
| 2015/16      | San Jose Sharks     | NHL          | 24  | 0             | 3             | 3             | 16            | 23            | 0 | 0        | 0        | 15       |          |          |
| 2016/17      | Toronto Maple Leafs | NHL          | 75  | 4             | 7             | 11            | 65            | 2             | 0 | 0        | 0        | 0        |          |          |
| 2017/18      | Toronto Maple Leafs | NHL          | 54  | 2             | 10            | 12            | 46            | 7             | 0 | 1        | 1        | 4        |          |          |
| 2018/19      | Dallas Stars        | NHL          | 77  | 1             | 8             | 9             | 69            | 13            | 0 | 1        | 1        | 10       |          |          |
| 2019/20      | Dallas Stars        | NHL          | 41  | 0             | 4             | 4             | 24            | —             | — | —        | —        | —        |          |          |
| 2020/21      | HC Vítkovice Ridera | ČHL          | 36  | 2             | 5             | 7             | 75            | 5             | 0 | 0        | 0        | 2        |          |          |
| 2021/22      | HC Vítkovice Ridera | ČHL          | 51  | 1             | 7             | 8             | 65            | 3             | 0 | 1        | 1        | 0        |          |          |
| Celkem v NHL | Celkem v NHL        | Celkem v NHL | 806 | 26            | 114           | 140           | 643           | 71            | 0 | 4        | 4        | 54       |          |          |

## Reprezentace
| Rok                       | Tým                       | Soutěž                    | Z  | G | A | B | TM |
| ------------------------- | ------------------------- | ------------------------- | -- | - | - | - | -- |
| 2004                      | Česko 18                  | MS-18                     | 7  | 0 | 0 | 0 | 8  |
| 2005                      | Česko 20                  | MSJ                       | 7  | 0 | 2 | 2 | 4  |
| 2006                      | Česko 20                  | MSJ                       | 6  | 0 | 2 | 2 | 6  |
| 2009                      | Česko                     | MS                        | 7  | 0 | 1 | 1 | 6  |
| 2010                      | Česko                     | OH                        | 5  | 0 | 0 | 0 | 4  |
| 2014                      | Česko                     | MS                        | 1  | 0 | 0 | 0 | 0  |
| 2016                      | Česko                     | SP                        | 3  | 0 | 1 | 1 | 0  |
| Juniorská kariéra celkově | Juniorská kariéra celkově | Juniorská kariéra celkově | 20 | 0 | 4 | 4 | 18 |
| Seniorská kariéra celkově | Seniorská kariéra celkově | Seniorská kariéra celkově | 16 | 0 | 2 | 2 | 10 |